# Waldemar Anton
Waldemar Anton (Almalyk (Oezbekistan), 20 juli 1996) - geboren als Wladimir Anton - is een Duits voetballer die doorgaans als verdediger speelt. Anton debuteerde in 2024 in het Duits voetbalelftal.

## Carrière

### Jeugd
Anton werd geboren in Oezbekistan als zoon van Russisch-Duitse ouders. Die namen hem toen hij twee jaar oud was mee naar Duitsland. Hier veranderden ze zijn oorspronkelijke voornaam Wladimir in Waldemar. Anton begon toen hij zeven was met voetballen, bij Mühlenberger SV in Hannover. Hij werd in 2008 vervolgens opgenomen in de jeugdopleiding van Hannover 96.

### Hannover 96
Anton debuteerde op 27 februari 2016 in het eerste elftal van Hannover 96. Daarmee won hij die dag een competitiewedstrijd in de Bundesliga uit bij VfB Stuttgart (1–2). Hij kwam in de 92e minuut binnen de lijnen als vervanger van Hiroshi Kiyotake. Op 15 april scoorde hij tegen Borussia Mönchengladbach zijn eerste doelpunt in het profvoetbal. Anton kwam dat jaar acht keer in actie en zag zijn team voornamelijk vanaf de bank degraderen naar de 2. Bundesliga. 
Daarin groeide hij in 2016/17 uit tot basisspeler. Hij speelde dat seizoen vrijwel alles en promoveerde na een jaar met zijn ploeggenoten terug naar de Bundesliga. Hij kon als centrale verdediger, rechtsback en defensieve middenvelder uit de voeten. Terug in de Bundesliga behield hij zijn basisplaats en was hij belangrijk in de knappe dertiende plek. 
Anton begon het seizoen 2018/19 als nieuwe aanvoerder van Hannover 96, na het vertrek van Martin Harnik naar Werder Bremen. Met hem als captain stond Hannover rond maart 2019 op de zeventiende plek, waarna de aanvoerdersband overging naar Marvin Bakalorz. Uiteindelijk degradeerde Anton dat seizoen weer naar de 2. Bundesliga, waar een nieuwe directe promotie er niet in zat. Hannover eindigde zesde. In vijf seizoenen voor Hannover kwam Anton tot 137 wedstrijden, waarin hij goed was voor vijf goals en drie assists.

### VfB Stuttgart
Op 28 juli 2020 keerde Anton terug in de Bundesliga. Hij tekende een contract voor vier seizoenen tot de zomer van 2024 bij VfB Stuttgart. Daar maakte hij in de DFB-Pokal tegen Hansa Rostock met een clean sheet zijn debuut voor Stuttgart. Hij miste in zijn eerste seizoen slechts drie wedstrijden en eindigde als negende in de Bundesliga. Op 5 november 2021 verlengde hij zijn contract met een jaar. 
Op 5 februari 2022 scoorde Anton tegen Eintracht Frankfurt (2-3 verlies) zijn eerste doelpunt voor Stuttgart. Na twee seizoenen strijden tegen degradatie werd Anton in augustus 2023 de nieuwe aanvoerder van Stuttgart. Dat seizoen speelde Stuttgart mee om in de topvier, wat deelname aan de Champions League zou betekenen. Op 14 januari 2024 verlengde Anton zijn contract tot de zomer van 2027. Door een 4-0 overwinning op Borussia Mönchengladbach op de laatste speelronde eindigde VfB Stuttgart als tweede in de Bundesliga achter kampioen Bayer Leverkusen en voor Bayern München. 

### Borussia Dortmund
In juli 2024 vertrok hij voor 22,5 miljoen euro naar Borussia Dortmund.

## Clubstatistieken
| Seizoen     | Club          | Competitie    | Competitie | Competitie | Beker | Beker | Overig | Overig | Totaal | Totaal |
| Seizoen     | Club          | Competitie    | Wed.       | Dlp.       | Wed.  | Dlp.  | Wed.   | Dlp.   | Wed.   | Dlp.   |
| ----------- | ------------- | ------------- | ---------- | ---------- | ----- | ----- | ------ | ------ | ------ | ------ |
| 2015/16     | Hannover 96   | Bundesliga    | 8          | 1          | 0     | 0     | —      | —      | 8      | 1      |
| 2016/17     | Hannover 96   | 2. Bundesliga | 31         | 2          | 2     | 0     | —      | —      | 33     | 2      |
| 2017/18     | Hannover 96   | Bundesliga    | 27         | 1          | 2     | 0     | —      | —      | 29     | 1      |
| 2018/19     | Hannover 96   | Bundesliga    | 34         | 1          | 2     | 0     | —      | —      | 36     | 1      |
| 2019/20     | Hannover 96   | 2. Bundesliga | 30         | 0          | 1     | 0     | —      | —      | 31     | 0      |
| 2020/21     | VfB Stuttgart | Bundesliga    | 31         | 0          | 3     | 0     | —      | —      | 34     | 0      |
| 2021/22     | VfB Stuttgart | Bundesliga    | 29         | 2          | 1     | 0     | —      | —      | 30     | 2      |
| 2022/23     | VfB Stuttgart | Bundesliga    | 34         | 1          | 4     | 0     | 2      | 0      | 40     | 1      |
| 2023/24     | VfB Stuttgart | Bundesliga    | 33         | 0          | 4     | 1     | —      | —      | 37     | 1      |
| Club totaal | Club totaal   | Club totaal   | 257        | 8          | 19    | 1     | 2      | 0      | 278    | 9      |

Bijgewerkt t/m 23 juni 2024.

## Interlandcarrière
Anton debuteerde op 2 september 2016 in Duitsland –21. Dit was zijn eerste wedstrijd voor een Duitse nationale jeugdselectie. Zijn ploeggenoten en hij wonnen die dag een oefeninterland tegen Slowakije –21 (3–0). Hij kwam in de 62e minuut in het veld voor Kevin Akpoguma. Anton maakte een jaar later deel uit van de Duitse selectie die het EK –21 van 2017 won. Hij kwam tijdens dat toernooi zelf niet in actie. 
Anton debuteerde op 23 maart 2024 in het eerste elftal van Duitsland, als vervanger van Toni Kroos vlak voor tijd in een met 0–2 gewonnen oefeninterland tegen Frankrijk. Hij werd op 8 juni 2024 door bondscoach Julian Nagelsmann opgenomen in de Duitse selectie voor het EK 2024 in eigen land. Duitsland werd groepswinnaar in een groep met Schotland, Hongarije en Zwitserland en won in de achtste finales van Denemarken (2–0), maar werd in de kwartfinales na een verlenging uitgeschakeld door Spanje (2–1). Anton kwam op het toernooi enkel in actie tegen Denemarken en Spanje.

## Erelijst
| Europees kampioen –21 | 1× | 2017 |

1 Kobel ·
2 Couto ·
3 Anton ·
4 Schlotterbeck ·
5 Bensebaini ·
6 Özcan ·
7 Reyna ·
8 Nmecha ·
9 Guirassy ·
10 Brandt ·
13 Groß ·
14 Beier ·
16 Duranville ·
20 Sabitzer ·
21 Malen ·
23 Can  ·
25 Süle ·
26 Ryerson ·
27 Adeyemi ·
33 Meyer ·
35 Lotka ·
37 Campbell ·
43 Gittens ·
Coach: Şahin
1 Neuer ·
2 Rüdiger ·
3 Raum ·
4 Tah ·
5 Groß ·
6 Kimmich ·
7 Havertz ·
8 Kroos ·
9 Füllkrug ·
10 Musiala ·
11 Führich ·
12 Baumann ·
13 Müller ·
14 Beier ·
15 Schlotterbeck ·
16 Anton ·
17 Wirtz ·
18 Mittelstädt ·
19 Sané ·
20 Henrichs ·
21 Gündoğan  ·
22 Ter Stegen ·
23 Andrich ·
24 Koch ·
25 Can ·
26 Undav ·
Coach: Nagelsmann